# 中野安子
中野 安子（なかの やすこ、1939年3月30日 - ）は、フジテレビの第2期アナウンサー。東京都出身。

## 来歴
- 1961年に青山学院短期大学卒業と同時にフジテレビジョン入社（同期には『ザ・ヒットパレード』で活躍した豊原ミツ子）。当時のフジテレビは女性社員の定年を25歳と定めていたため、1964年に定年退職となり以後フリーとなる。
- 『ジョーダンじゃない!?』『どうーなってるの?!（→噂のどーなってるの?!）』『こたえてちょーだい!』など、フジテレビ平日午前の番組の通販コーナー（いいものセレクション→いいものふぁんくらぶ→いいものブラボー!）の担当を長く務め、それ以前の時期の『リビング2』出演時を含め35年間通販コーナーを担当した。
- フジテレビ元会長の日枝久と同期入社であり、日枝の事を「ひさしちゃん」と呼んだこともある。

## 出演
テレビ番組
- 東京ホームジョッキー→リビング4→リビング2（メインアシスタント）
- リビング11
- ワイドワイドフジ
- 荒川強啓のらくらくTOKIO（いいものセレクション）
- 美味しんぼ倶楽部（同上）
- 生島ヒロシのおいしいフライパン（同上）
- もっと・自由な生活（同上）
- 奥さまお手をどうぞ!（同上）
- ザ・ビッグチャンス!（同上）
- ジョーダンじゃない?!（同上）
- どうーなってるの?!（いいものふぁんくらぶ）
- 噂のどーなってるの?!（いいものブラボー）
- こたえてちょーだい!（同上）
- タモリ倶楽部（複数回出演）
- トリビアの泉 -「お寺にある仏具は全て通信販売で買える」でのテレビショッピングのパロディに仲田憲正と出演。
- 東芝日曜劇場「東芝製品の生コマーシャル」 - フジテレビ退社直後より押阪忍と共演。
- 東芝日曜劇場「リビングスポット」

テレビCM
東芝クリーナー
- 「マジック45・金沢編」（1965年） - 押阪忍と共演。ただし声のみ。